# Adobe Media Server
Adobe Media Server（アドビ メディア サーバ、AMS）は、アドビのデータ&マルチメディア・サーバである。元はマクロメディアの製品であった。Adobe Media Server は、Adobe Flash Player と共に動作し、メディアクリエイトやマルチユーザリッチインターネットアプリケーション (RIA) を提供する。サーバサイドのプログラミングにもActionScriptを使用する。バージョン2以前はFlash Communication Serverという名称だった。バージョン5以前はFlash Media Serverという名称だった。

## 履歴
2002年3月15日、マクロメディアからFlash Player 6がリリースされた。このバージョンは、まだリリース前であったFlash Communication Server MXに関する機能を含んでいた。
2002年7月9日、バージョン1.0がリリースされた。名称はFlash Communication Server。NetConnection、SharedObject、NetStreamオブジェクトを含む基本的な機能が含まれていた。
2003年3月27日、バージョン1.5がリリースされた。このバージョンでは、HTTPトンネリングとLinuxがサポートされ、無償の開発者版も提供された。
2005年11月15日、バージョン2.0がリリースされた。このバージョンからFlash Media Serverに名称が変更されたが、バージョン番号は継続された。バージョン2.0では、Flash Player 8の新しいビデオCODECである VP6 がサポートされた。しかし、Flash Player(バージョン10.1時点)ではSparkのエンコードしか出来ない。このバージョンからロードバランスを容易に実現するエンタープライズ向けedge-originサーバーがサポートされた。
2007年12月4日、バージョン3.0がリリースされた。Flash Player 9 update 3 に対応し、H.264 や AAC が使えるようになった。
2009年1月13日、バージョン3.5がリリースされた。RTMPでのダイナミックストリーミングやライブストリーミングのポーズ・シーク対応など。
2010年9月13日、バージョン4.0がリリースされた。このリリースでは、フル64bitサポート、更にセキュアなマルチプロトコルストリーミング、RTMFP (IPマルチキャストブロードキャスト、マルチキャストの融合、ピアアシストネットワーク)、強化されたバッファ、絶対的タイムコード、RTMP QoSの改善、容易なプレーヤー開発、高速なRTMPダイナミックストリーミングサーバーとHTTPサーバとのスイッチング、HTTP Dynamic Streaming がサポートされた。
2011年9月8日、バージョン4.5を発表。iOS 向けの HTTP Live Streaming 対応など。
2012年10月8日、バージョン5.0を発表。このバージョンより Adobe Media Server に名称変更。Protected HTTP Live Streaming (PHLS) 対応など。

## 使用法
- ビデオオンデマンド：Flashクライアントへのサーバ上に保存されたビデオのストリーミング。
- リアルタイムコミュニケーション：チャットルームやマルチプレーヤーゲームのような複数のクライアントの協調動作。

## 機能
Adobe Media Serverはハブである。FlashベースのアプリケーションはReal Time Messaging Protocol(RTMP) や Real Time Media Flow Protocol (RTMFP) を使用してハブに接続する。サーバは接続されたクライアントとライブFLVを含むデータの送受信を行う。接続したクライアントはサーバに遠隔手続き呼出し (RPC) を呼び出すことができ、またサーバは特定のクライアントの機能を呼び出すことも出来る。SharedObjectは複雑なデータ構造の同期に使用でき、加入している複数のクライアントのリモートメソッドを呼び出すことも出来る。標準的なActionScriptのオブジェクトは、Action Message Format (AMF) を使用したNetConnectionを通じて透過的にクライアントとサーバ間を転送できる。
サーバはユーザによるネットストリームの送受信を許可する。ネットストリームの閲覧時、ユーザは自分自身のFLVをリモートに保存するか、ビデオを再生するかを選択できる。後者は、参加している全てのユーザが同時に同じビデオストリームを閲覧できることを意味する。

## 対応プロトコル
それぞれ、ライブとオンデマンドに対応している。
- HTTP
  - HTTP Dynamic Streaming (Flash Player 10.1 以降)
  - HTTP Live Streaming, Protected HTTP Live Streaming (iOS, macOS)
- Real Time Messaging Protocol (RTMP, TCP)
- Real Time Media Flow Protocol (RTMFP, UDP) - Flash Player 10.0 以降
  - IP マルチキャスト
  - P2P マルチキャスト
  - フュージョンマルチキャスト (IP + P2P)

HTTP Dynamic Streaming は単純な HTTP プログレッシブダウンロードとは異なり、以下の機能に対応する。
- ライブストリーミング
- シーク
- 帯域幅制御, マルチビットレート

## エディション
- Adobe Media Server Extended - 全機能を利用可能
- Adobe Media Server Professional - Extended から RTMFP の同時接続数を500に制限したもの
- Adobe Media Server Standard - 自作のサーバーサイドアプリケーション実行不可。動画配信のみ。
- Adobe Media Server Starter - 無償の開発者向け版
- Adobe Media Server on Amazon Web Services - Amazon EC2 向けの従量課金版。Adobe Media Server Extended ベース。